# Palazzo Secco-Pastore
Palazzo Secco-Pastore è uno storico palazzo ubicato in San Martino Gusnago, frazione di  Ceresara, in provincia di Mantova.

## Storia e descrizione
Fu edificato nella seconda metà del XV secolo per volere del condottiero Francesco Secco
su progetto dell'architetto Luca Fancelli, che pose la sua inconfondibile firma nella facciata con merlatura cieca. Il Secco era amico e confidente del marchese Ludovico III Gonzaga e nel 1451 sposò Caterina, sua figlia naturale, dalla quale nacque Paola, che maritò Marsilio Torelli, conte di Montechiarugolo. L'edificio venne donato ad Eusebio Malatesta, nemico del Secco, da Federico I Gonzaga, succeduto al padre Ludovico nel 1478.
In questo palazzo, il 15 giugno 1491, furono ospiti di Francesco Secco per un sontuoso convivio il duca di Ferrara Ercole I d'Este e Francesco II Gonzaga, marchese di Mantova, che intendeva riconciliarsi con il Secco. Ma costui, nello stesso anno, ebbe contatti segreti con Lorenzo de' Medici per passare al suo servizio e per questo Francesco Gonzaga operò la confisca di tutti i suoi beni, compreso il suo palazzo di San Martino Gusnago, che venne venduto a Caterina Pico, consorte di Rodolfo Gonzaga. 

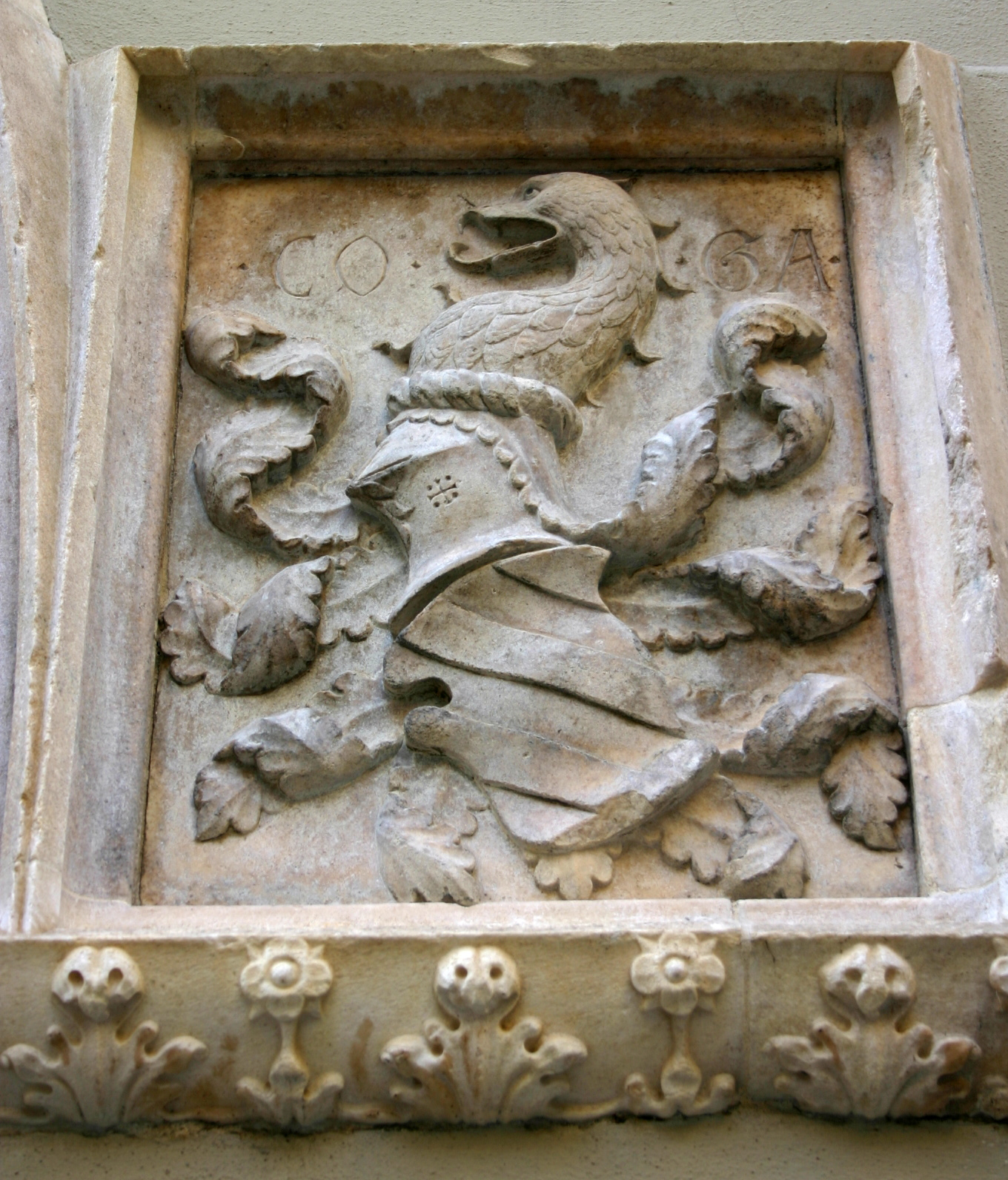
Milano - Portale ex Palazzo Vimercati, Stemma Secco d'Aragona.

Agli inizi del Cinquecento pervenne, con Aloisio Gonzaga, al ramo dei “Gonzaga di Castel Goffredo”. Il terzogenito Orazio Gonzaga lo cedette alla famiglia Furga alla fine del Cinquecento. Passò quindi in proprietà agli Orsini, nobili di Bracciano e alla fine del Settecento acquistato dalla famiglia Pastore, che modificò la struttura, aggiungendo due lunghi corpi di fabbrica al nucleo centrale originario.
Nel 1889 morì nel palazzo Cesare Pastore, senatore del Regno d'Italia.

## Dipinti
Una stanza del palazzo era decorata con circa 44 pannelli lignei quadrati (45.7–46.4 cm), dipinti a tempera tra il 1500 e il 1515 da un pittore anonimo lombardo influenzato dalla maniera del pittore milanese Bramantino, e collocati tra le travi e le pareti superiori. Una serie di questi pannelli è custodita nel Victoria and Albert Museum (6 tavole) di Londra e nel Metropolitan Museum of Art (12 tavole) di New York:

Twelve Heads MET
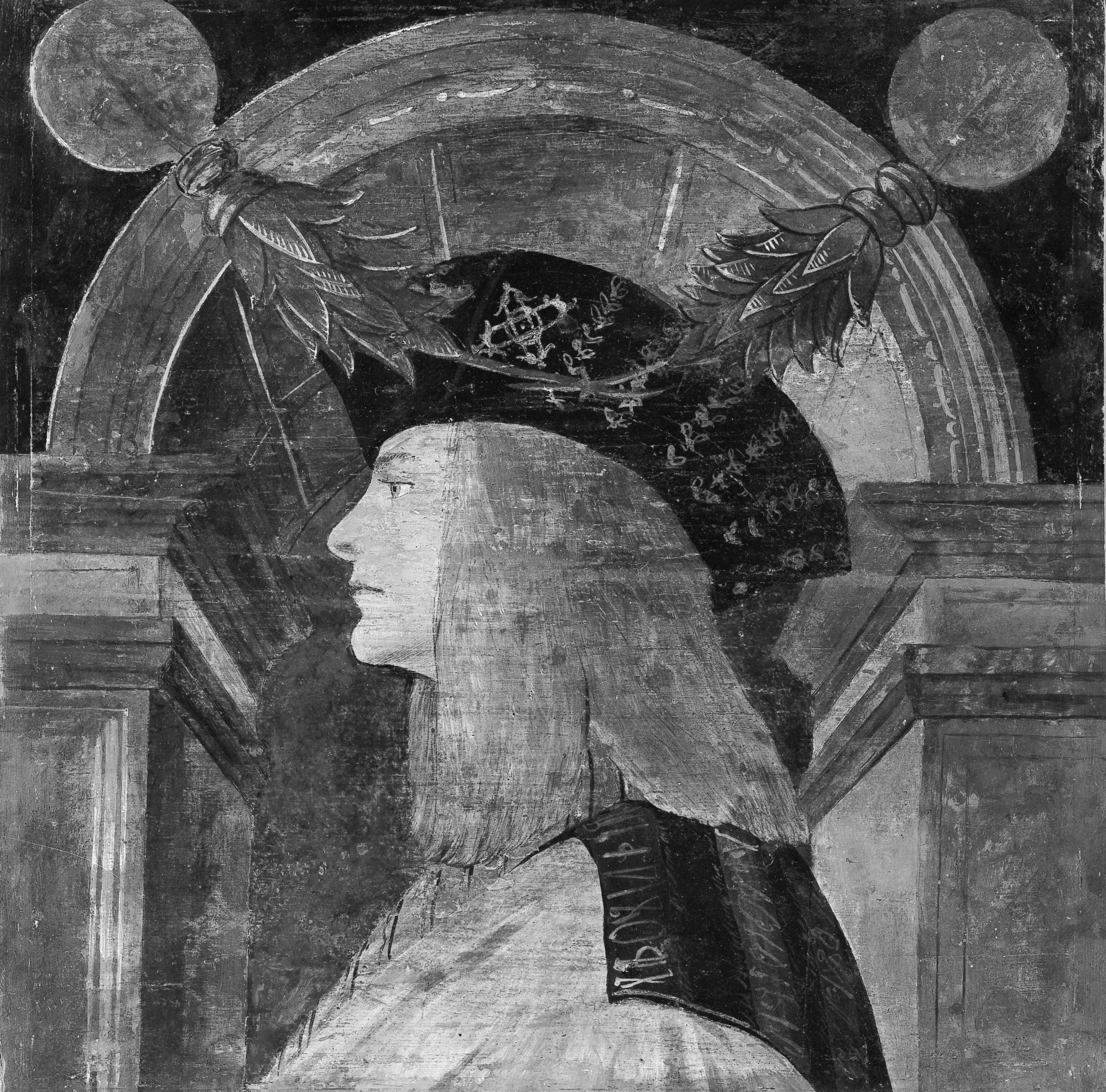
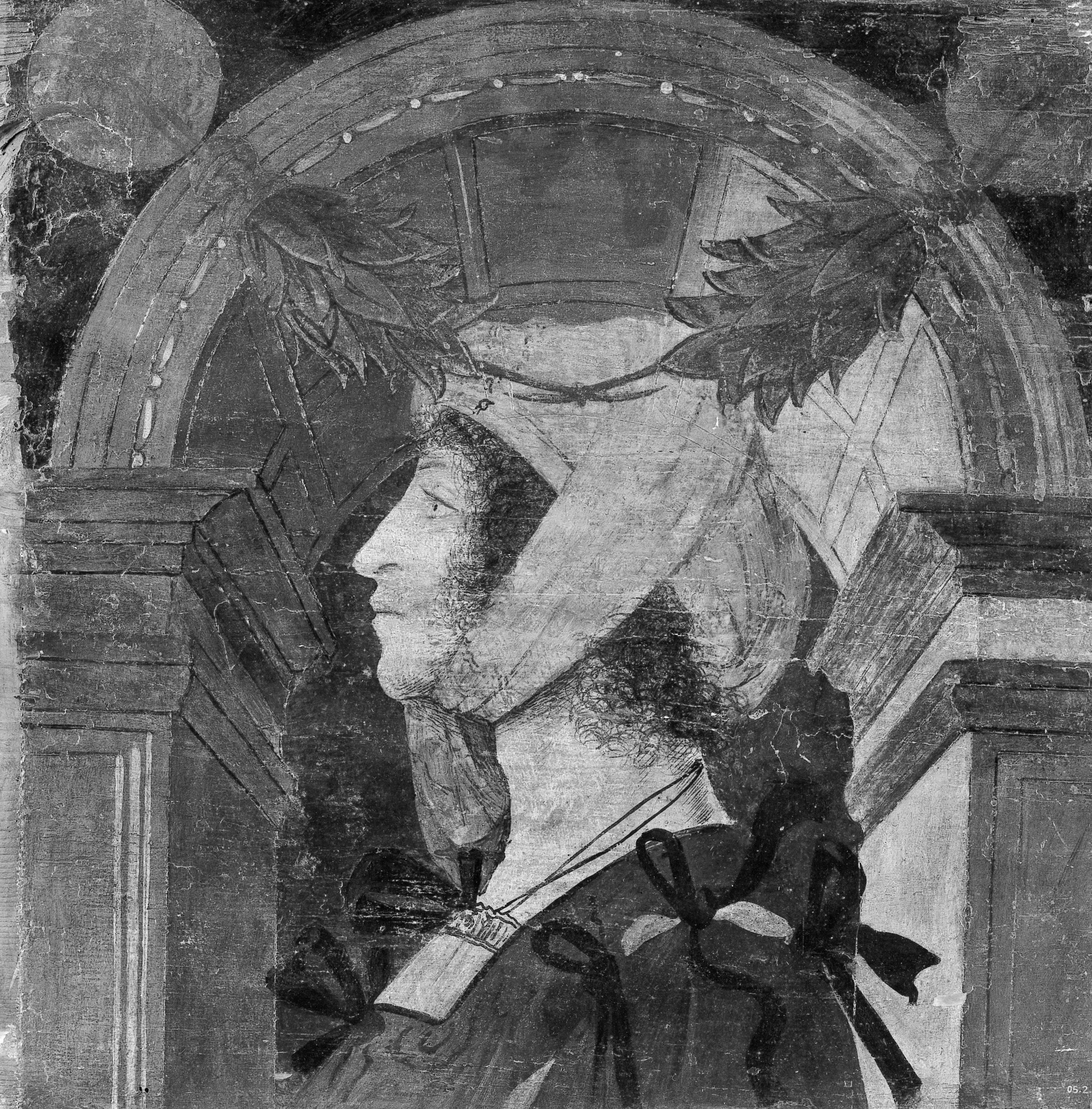
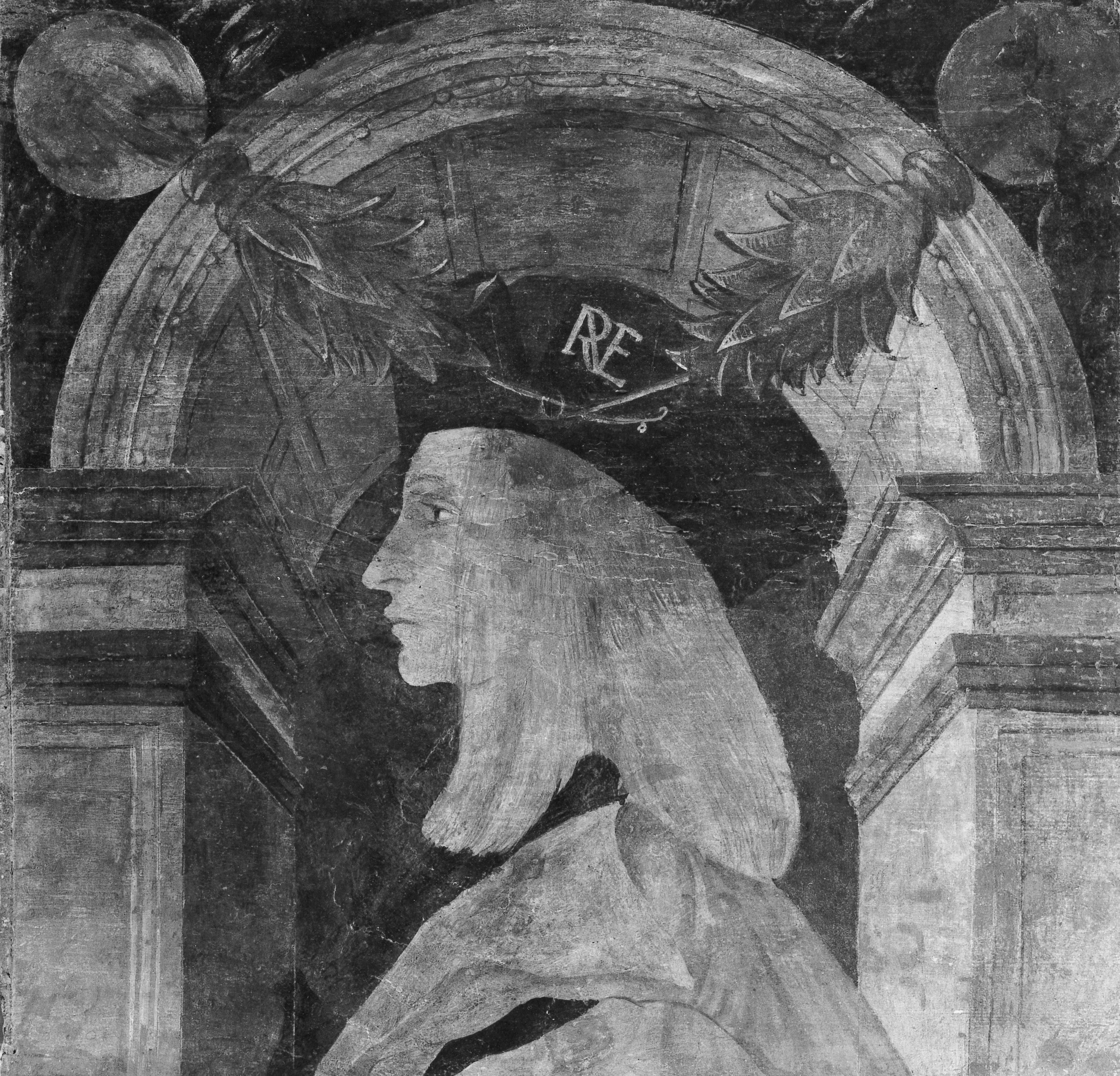
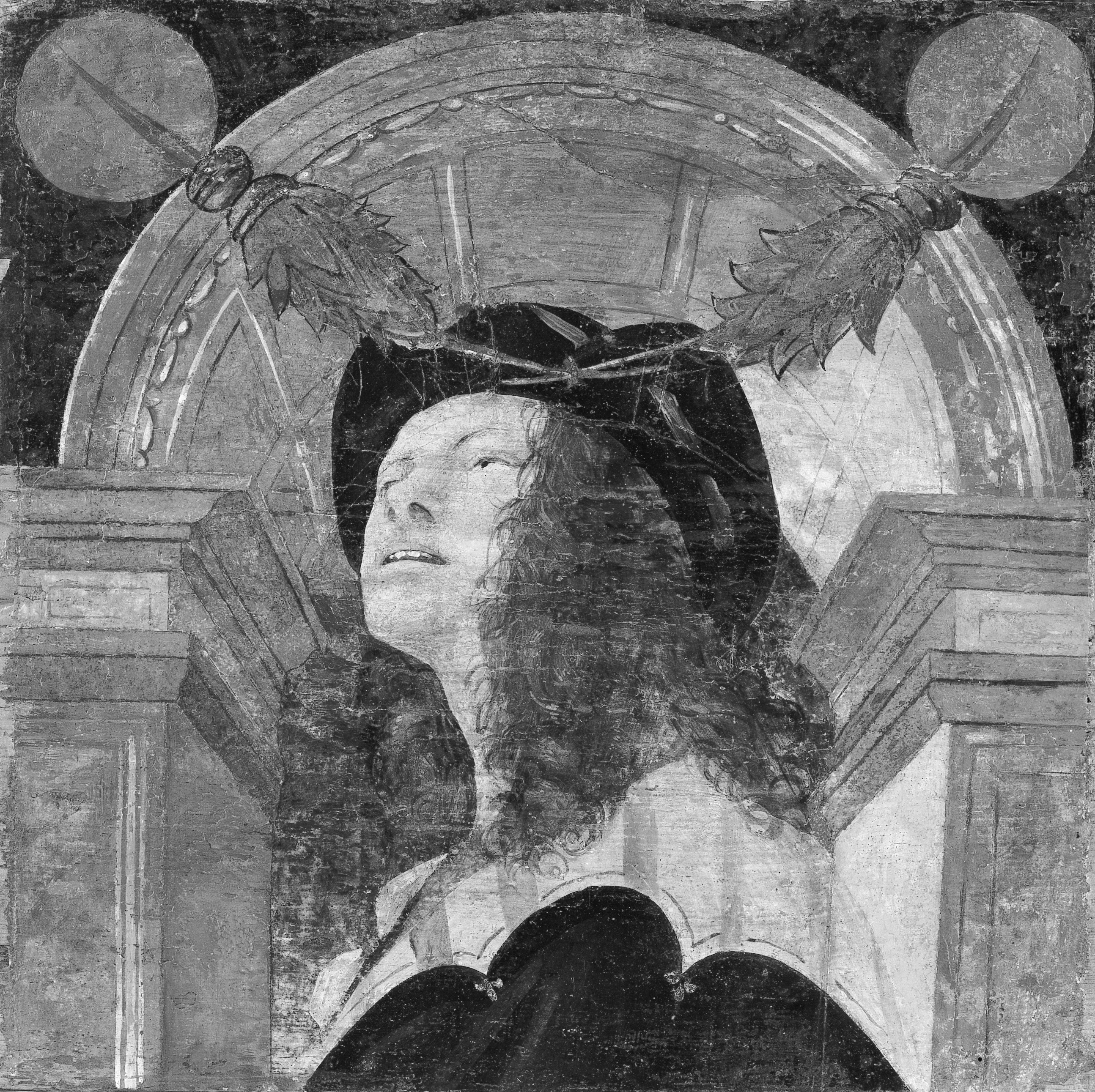
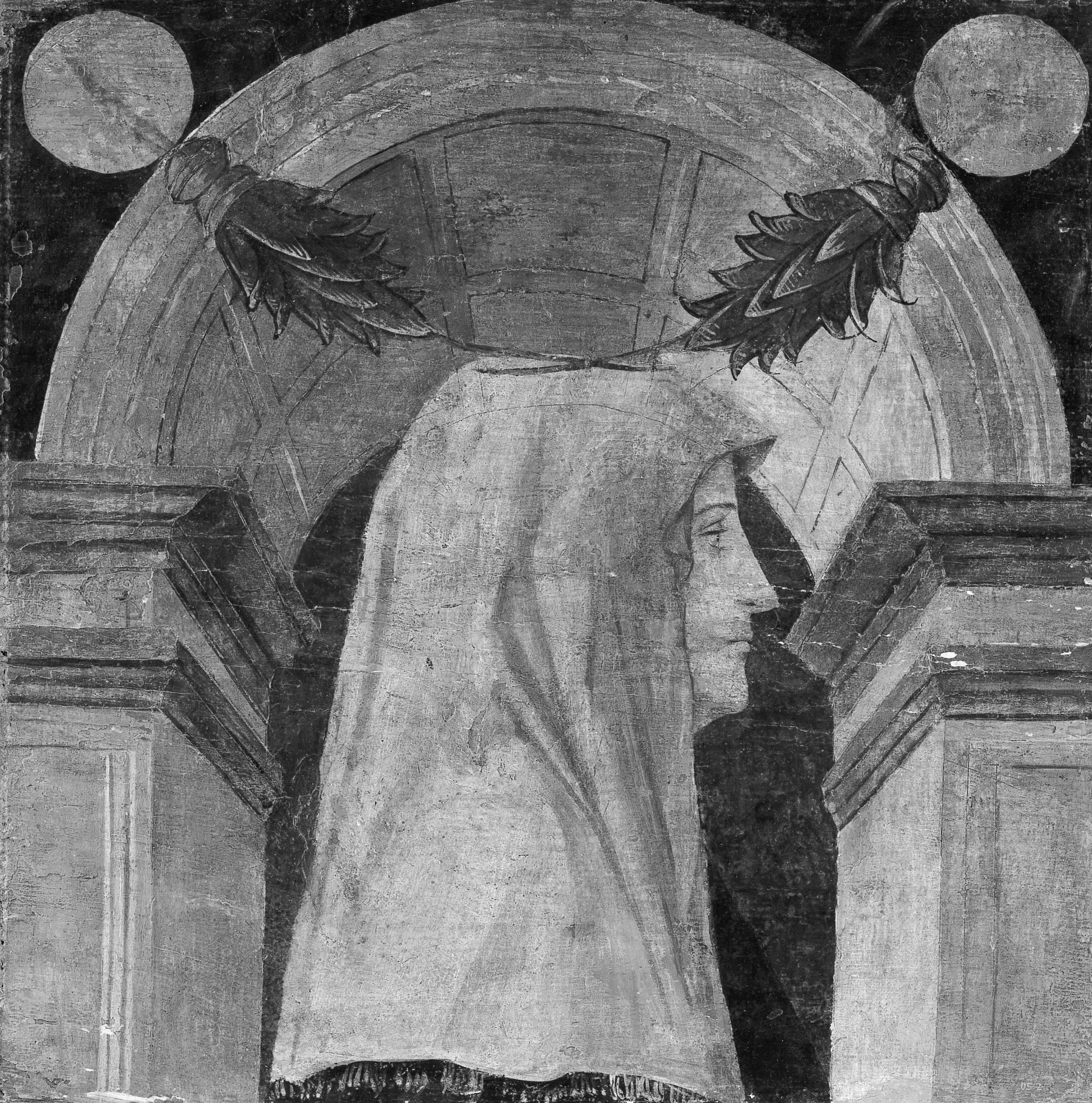
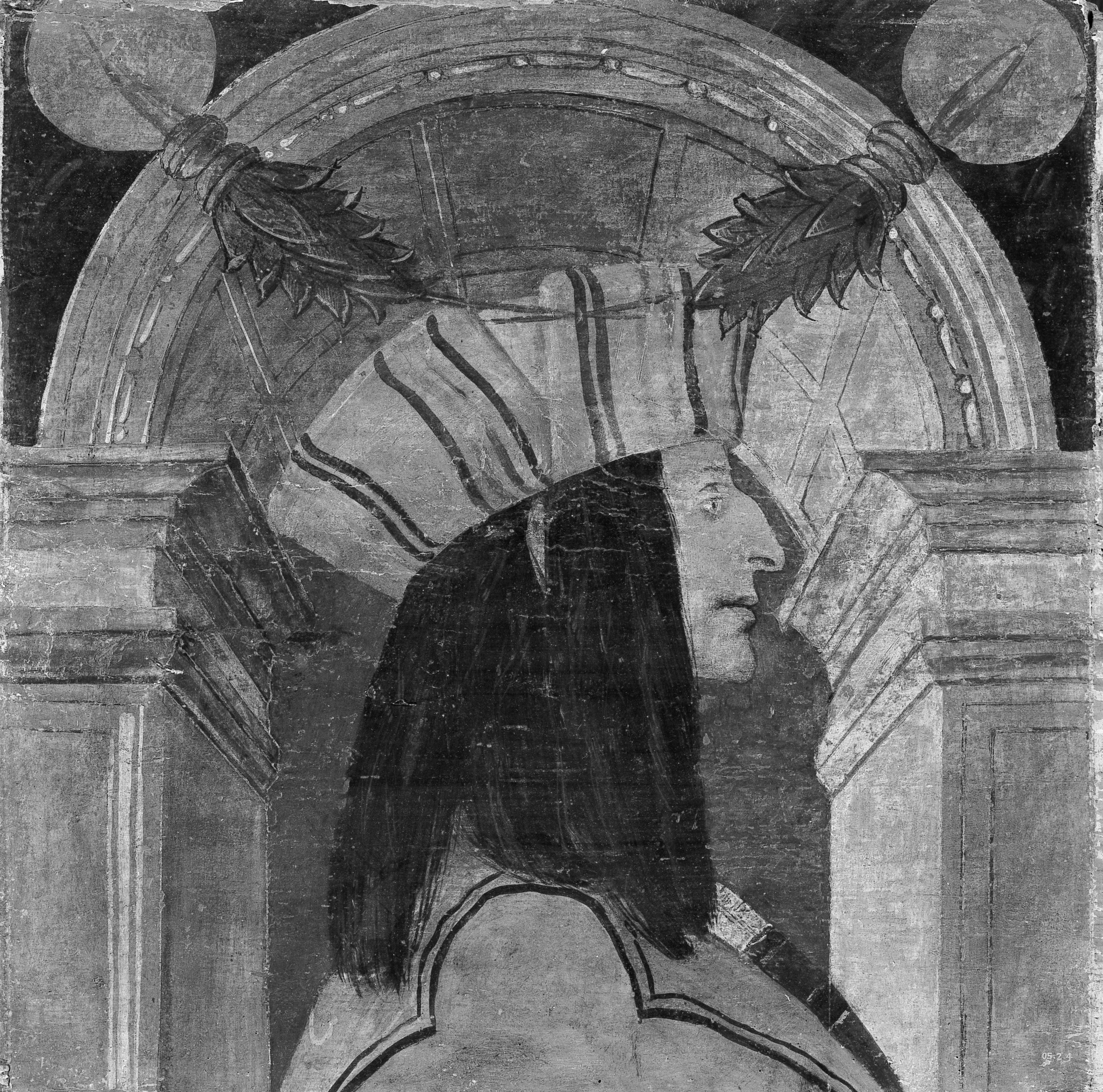
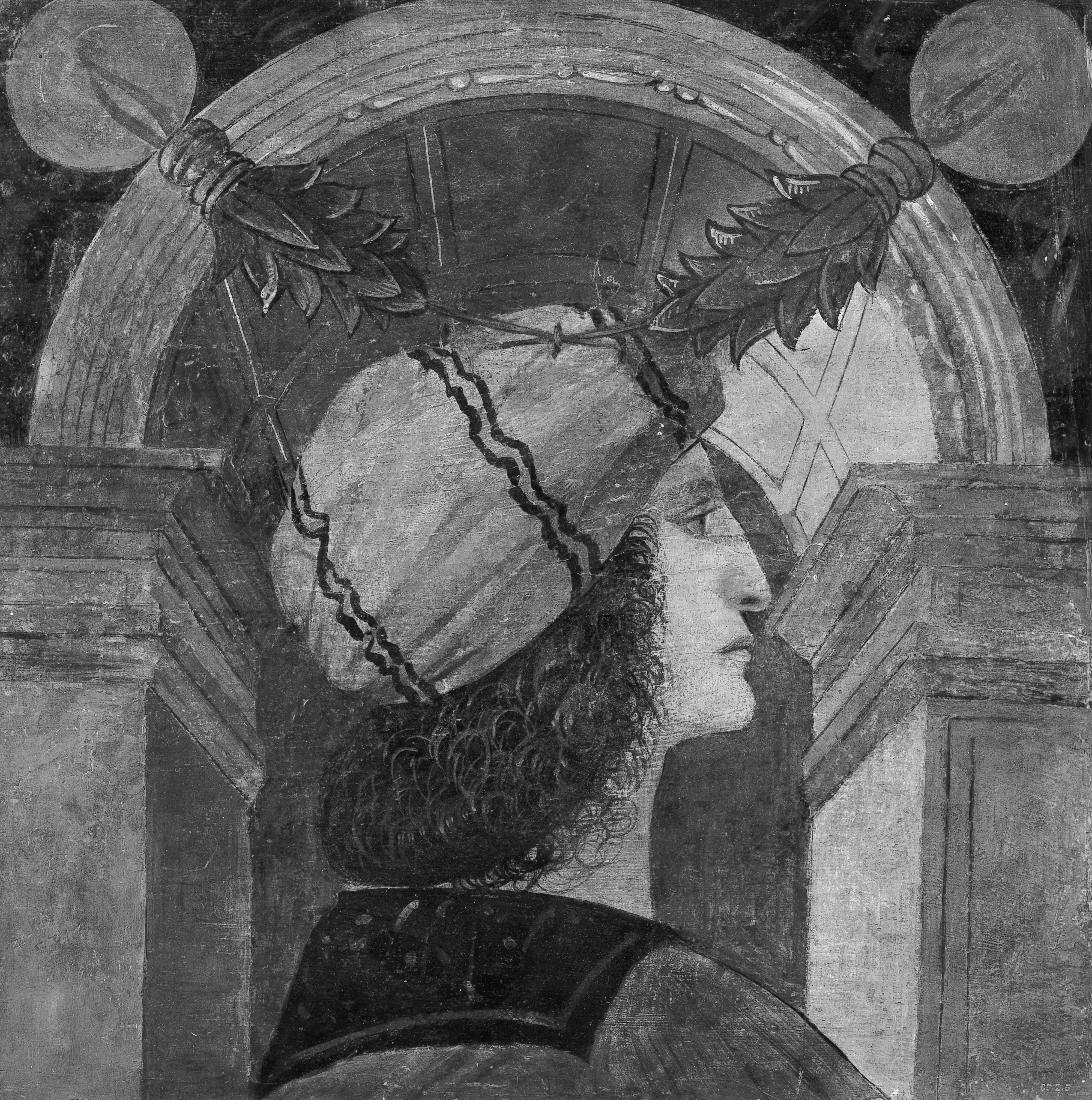
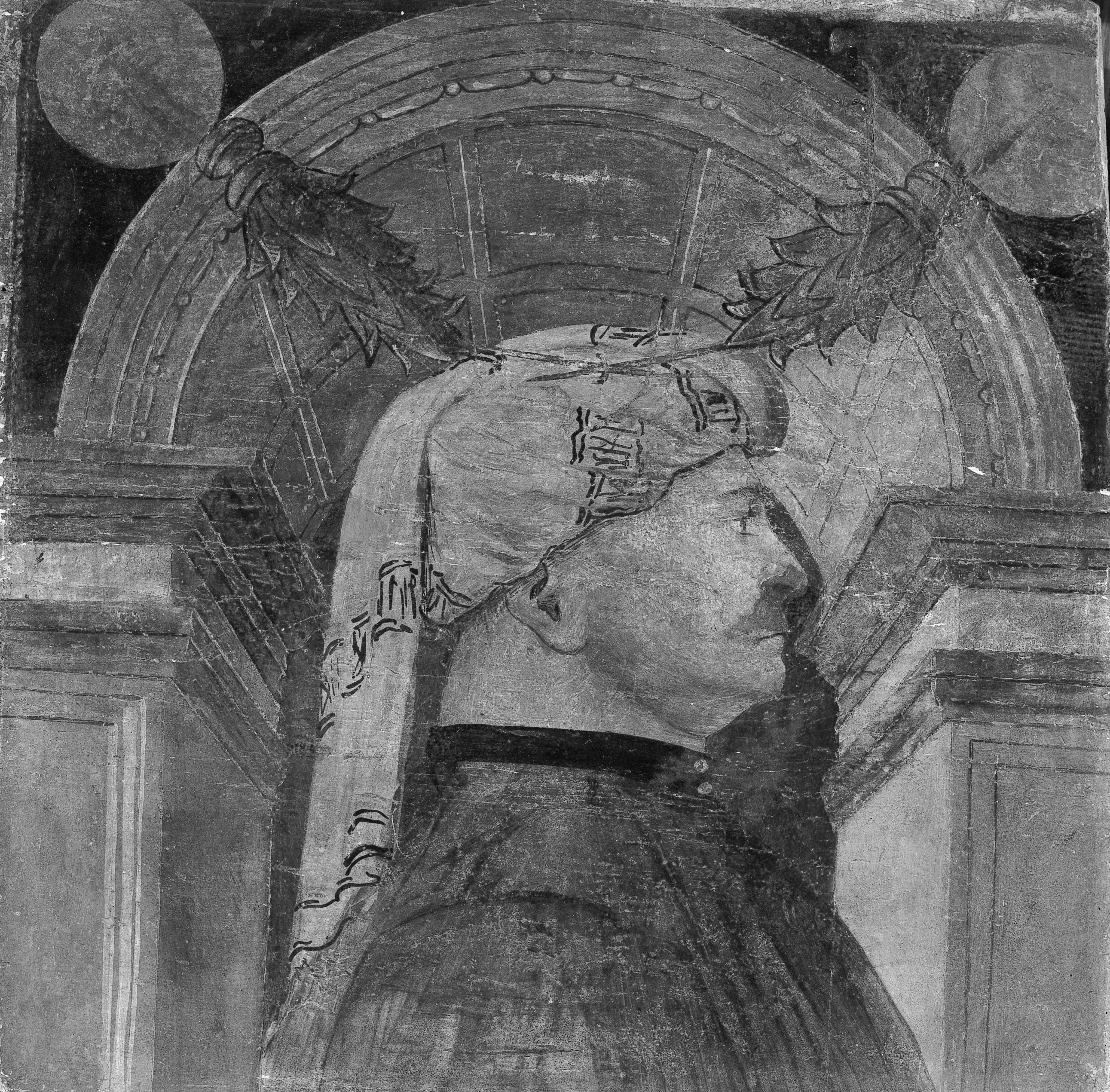
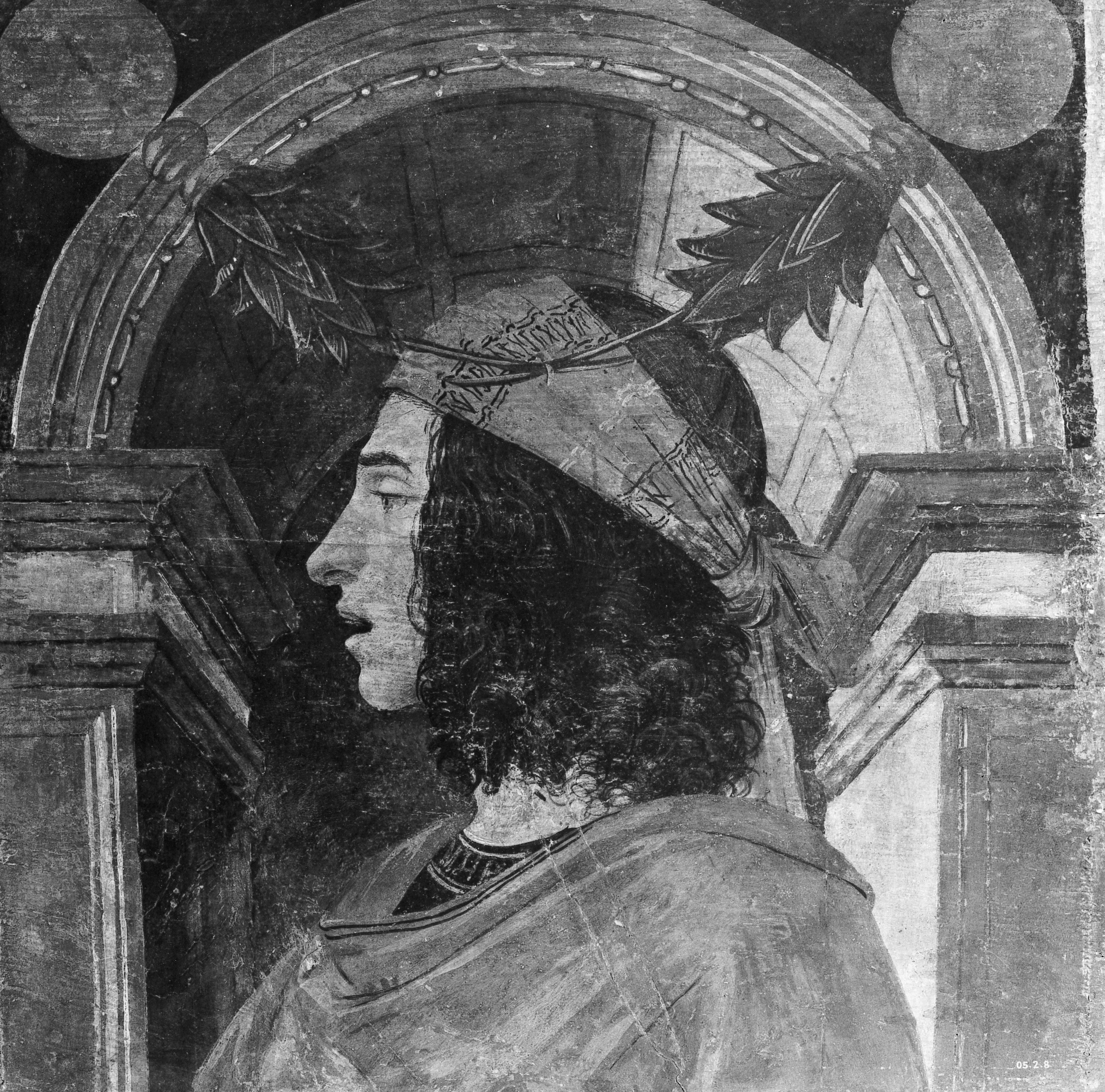
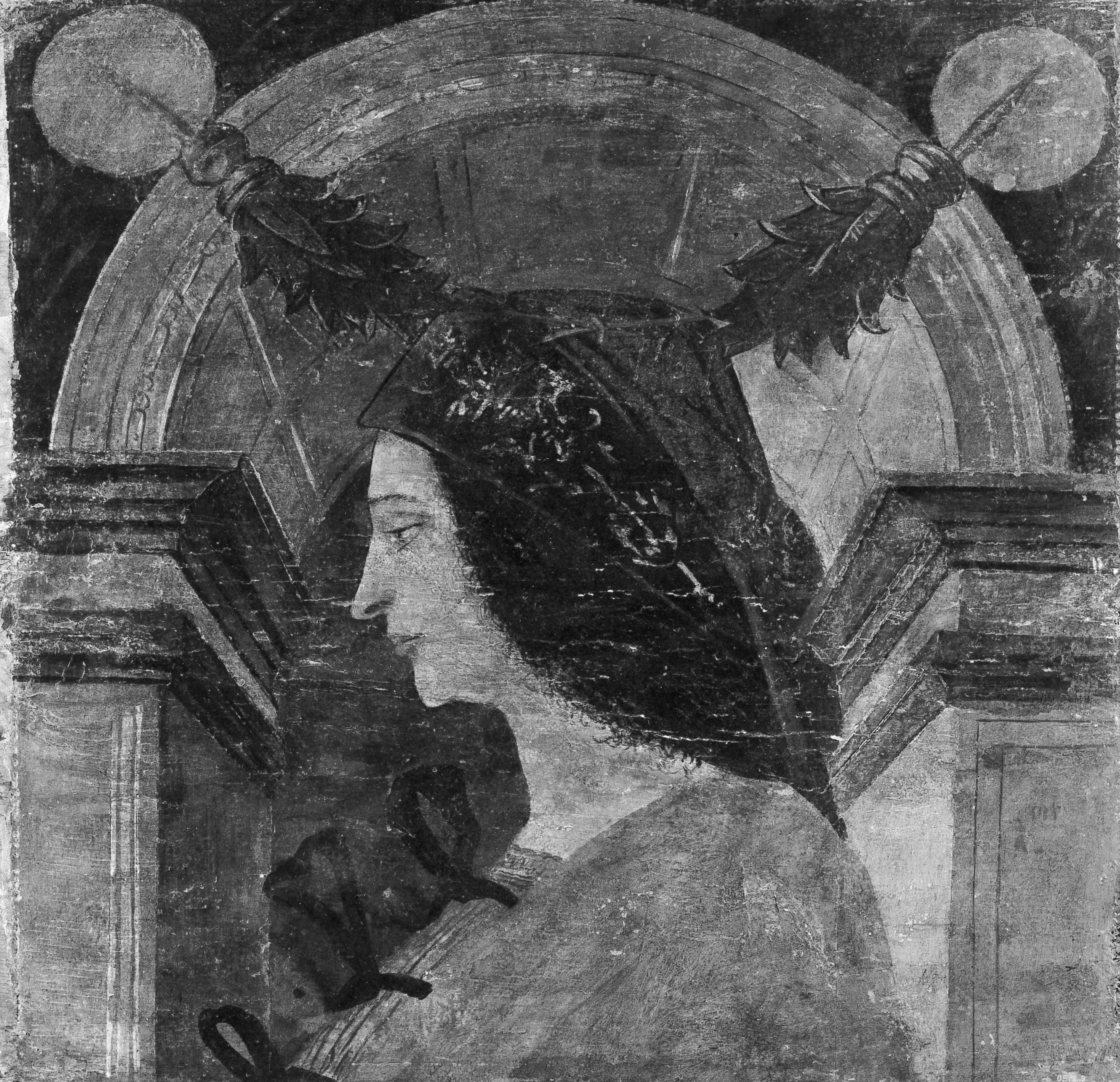